# Moto Guzzi Alce-serie
De Moto Guzzi Alce was een speciaal ontwikkelde militaire motorfiets van het merk Moto Guzzi die alleen tijdens de Tweede Wereldoorlog werd gebruikt. Tijdens de oorlog werd gewerkt aan de prototypen "Cicogna" en "Alce V" en na de oorlog kwam een nieuw model, de "Superalce" ter beschikking van een aantal Italiaanse overheidsdiensten.

## Voorgeschiedenis
Moto Guzzi had al in 1928 245 aangepaste GT 16's aan het Italiaanse leger geleverd. Dit was het eerste model van Moto Guzzi met achtervering. De GT 17 kwam in 1932 in productie en was speciaal gebouwd voor het Italiaanse leger. De machine was groen of zandkleurig gespoten, met uitzondering van een aantal exemplaren voor de fascistische Milizia della Strada (verkeerspolitie). De GT 17 werd in één- en tweepersoons versie geleverd en zodanig aangepast dat een machinegeweer (Fiat 35 of Breda 37) kon worden meegenomen, compleet met de driepootaffuit. Het geweer kon ook op het stuur worden gezet, waarbij de motorfiets zelf als affuit diende. Hoewel er slechts weinig GT 17's (4.810) geleverd werden, bewees de machine in Abessinië tijdens de Tweede Italiaans-Ethiopische Oorlog (1935-1936) goede diensten. Tijdens die oorlog waren een aantal beperkingen van de GT 17 aan het licht gekomen, waaronder de beperkte bodemvrijheid. In 1938 produceerde men daarom de GT 20, die een heel nieuw frame had, dat meer bodemvrijheid bood. Het motorblok, dat van de Moto Guzzi S afkomstig was, zat hoger in dit frame, waardoor de olietank ook helemaal gewijzigd en verplaatst werd. Hij werd uiteindelijk helemaal onder de benzinetank verstopt. Om het buitenliggende vliegwiel kwam, vanwege de hogere plaats van het motorblok, een beschermingsplaat voor de benen van de bestuurder. De wielen waren uitwisselbaar, waarbij de remtrommels zelfs konden blijven zitten. Toch beleefde de GT 20 geen groot succes. Het was uiteindelijk niet meer dan een overgangsmodel tussen de GT 17 en de Moto Guzzi Alce. Er werden 248 eenheden van de GT 20 gebouwd, waaronder een klein aantal aangepaste exemplaren voor de Milizia della Strada.

## Alce
Toch was de nieuwe "Alce" vrijwel identiek aan de GT 20. Maar Moto Guzzi was in 1939 begonnen met het gebruik van dierennamen, met de Condor, Albatros en de Airone (reiger). Daar paste de naam "Alce" (Eland) kennelijk bij. Er waren slechts kleine verschillen met de GT 20. Zo kreeg de oliepomp een automatische klep in plaats van de handbediende afsluitkraan, de middenbok werd sterker, de gereedschapsbakjes kregen een andere plaats (aan de binnenkant van de beenschilden) en de uitlaatpijp liep iets anders. De bodemvrijheid bedroeg inmiddels 21 cm. Bovendien was het merk "Moto Guzzi" op de tank vervangen door "Alce". Boven op de tank zaten twee vuldoppen, met de opschriften "Alce Benzina" en "Alce Olio". Er werden 6,390 Alces geproduceerd, waarvan er 669 werden uitgerust met een zijspan. Ze werden ingezet voor ordonnancediensten, verkenningen en bij speciale eenheden als snel aanvalsvoertuig. De machine werd geleverd als eenpersoons (monoposto) of tweepersoons (biposto) voertuig, maar er waren ook speciale versies voor munitietransport (met grote stalen koffers achterop) of als drager van een machinegeweer met driepootsaffuit. De Alce had nog manettes op het stuur voor de bediening. Hoewel het "twist grip" gashandvat allang gemeengoed was, vond het leger de manettes meer "natuurlijk" voor onervaren (dienstplichtige) bestuurders.

### Motor
De motor dateerde eigenlijk nog van de Moto Guzzi Sport 15 en was het laatst gebruikt in de Moto Guzzi S-serie. Het was een blokmotor van het kop/zijkleptype, waarbij motor en versnellingsbak een gezamenlijk carter en smeersysteem hadden. De kopklep werd bediend door een stoterstang en een tuimelaar. Het Italiaanse leger wilde eigenlijk liever zijklepmotoren gebruiken, omdat die makkelijker te onderhouden waren en bovendien was men bang dat een kopklep in de cilinder kon vallen. Daarom was de kopklep van de Alce geborgd. De inlaatklep werd door een eenvoudige klepstoter aangestuurd. De gietijzeren cilinder had koelribben in de lengte, in verband met de horizontale plaatsing. De zuiger had vier zuigerveren, aangevuld met nog eens twee olieschraapveren. Daardoor kon het olieverbruik binnen de perken blijven. Door de draairichting van de motor (achterstevoren) gooide de krukas de olie via spatsmering omhoog tegen de bovenkant van de cilinder in plaats van rechtstreeks terug in de oliepan. De zwaartekracht zorgde voor de smering van de rest van de cilinderwand. De machine had een olieterugvoerpomp, die rechts op het carter zat en de olie uit het carter terug voerde naar de olietank, die verborgen onder de benzinetank zat. Daardoor was nu een automatisch dry-sumpsysteem ontstaan. De brandstofvoorziening gebeurde door een Dell"Orto MC 26 F carburateur. Om het gebruik van buitenlandse onderdelen (en daardoor afhankelijk te worden van een buitenlandse mogendheid) te voorkomen was de Bosch magneetontsteking vervangen door een exemplaar van het Italiaanse merk Marelli.

### Aandrijflijn
Ook de aandrijflijn volgde voor Moto Guzzi bekende paden. Dankzij de blokmotor (met ingebouwde versnellingsbak) kon de primaire aandrijving met tandwielen geschieden, maar bij de nieuwe V-serie waren dat exemplaren met een schuine vertanding, die minder lawaai produceerden en bovendien smaller uitgevoerd konden worden. In de primaire aandrijving zat ook een transmissiedemper. Er was een meervoudige natte platenkoppeling, een voetgeschakelde vierversnellingsbak met een pre-selector en een kettingaandrijving naar het achterwiel. Voor de "ouderwetse" klanten werd de machine ook met handschakeling geleverd, en dat gebeurde ook met de Moto Guzzi Alce. In dat geval bleef de getande schakelindicator waar de pook normaal in bewoog achterwege, want omdat de versnellingsbak voor voetschakeling gebouwd was, werd de pook door een veer steeds in dezelfde uitgangspositie gebracht. Zowel de Alce als de Superalce hadden een unieke anti-slip inrichting die ook al op de GT 20 was gebruikt. Anti-slip is eigenlijk niet het goede woord. Het was een pal die gemonteerd was op het voorste deel van het achtertandwiel (waar de ketting nooit liep). Als ze bij het nemen van een steile helling op het tandwiel werd gezet zorgde een veer dat de pal tussen de tanden werd gedrukt. Bij het vooruit rijden ratelde de pal langs de tanden, maar als de motorfiets achteruit ging rollen werd het tandwiel onmiddellijk geblokkeerd. De gearing was bij de monoposto en de biposto verschillend, waardoor de topsnelheid ook anders was, ca. 90 resp. ca. 85 km per uur.

### Rijwielgedeelte
De Alce kreeg het gebruikelijke dubbele wiegframe, maar het balhoofd en het bovenframe bestonden uit verstevigd plaatstaal. Onder het blok door liepen buizen, tot aan de koker van de vering, die zelf deel uitmaakte van het frame. Het geheel was aan elkaar geschroefd, waardoor het motorblok snel en eenvoudig ge(de)monteerd kon worden. Het achterframe bestond ook uit plaatstaal. Aan de voorkant zat een girdervork met twee frictiedempers, de achtervering werd verzorgd door Moto Guzzi's eigen veersysteem met schroefveren die in kokers onder het motorblok zaten en werden gedempt door twee frictiedempers naast het achterwiel. De verstelbare achtervering die de GT17 nog had, was al bij de GT 20 vervallen.

## Cicogna en Alce V
Tijdens de oorlog gingen de ontwikkelingen van militaire motorfietsen door. Dat resulteerde in een tweetal machines die het prototypestadium nooit zouden ontstijgen. Van de Cicogna (ooievaar) is weinig bekend. De machine was in elk geval nog voorzien van de kop/zijklepmotor en forse terreinbanden. Met het oog op mogelijke export naar Finland werden proeven genomen met ski's, die via een parallellogramconstructie naast de motorfiets waren aangebracht en met de voeten in de sneeuw konden worden gedrukt. Op de voorkant van het voorspatbord zat een verlengstuk, waarschijnlijk van rubber, om het spatbord te verlengen de bestuurder vrij te houden van modder en sneeuw, maar het exemplaar dat in het Moto Guzzi museum staat heeft er een van koper, waarin de namen van de bergen die de machine heeft beklommen gegraveerd staan. De Alce V dankte zijn naam aan de "Valvole" kopklepmotor, die al vóór de oorlog in de Moto Guzzi V-serie was gebruikt. Hoewel het Italiaanse leger bij het begin van de Tweede Wereldoorlog een voorkeur had voor zijklepmotoren, was men bij Moto Guzzi voorstander van kopkleppers. Het prototype Alce V was (behalve de motor) technisch vrijwel gelijk aan de Alce, maar de dubbele uitlaatpijp zat er niet meer op. Ook de ouderwetse handschakeling werd bij latere ontwerpen afgezworen. Er werden verschillende versies getest, die allemaal afgewerkt waren met chroom. Dat duidt erop dat ze niet voor het leger bestemd waren, maar voor paramilitaire organisaties zoals de Milizia della Strada. Die organisatie had al vóór de oorlog laten blijken een voorkeur te hebben voor snellere motorfietsen. Ze organiseerde haar eigen wedstrijden en had zelfs Moto Guzzi Condor racemotoren voor patrouillediensten in gebruik.

## Trialce
Tussen 1940 en 1943 werden 1741 triporteurs van het type Trialce Motocarro Leggera geproduceerd. Het waren de opvolgers van de Moto Guzzi Mototriciclo 32, voorzien van de techniek van de Moto Guzzi Alce. Maar ook zijspancombinaties die in deze periode werden gebouwd en getest kregen de naam "Trialce", die ook op de tank stond. Er werd zelfs een prototype met zijspanwielaandrijving getest, naar voorbeeld van de Wehrmachtsgespanne Zündapp KS 750 en BMW R 75, maar de asmogendheden waren toen al aan de verliezende hand, waardoor die niet meer werd ingezet.

## Superalce
Na de oorlog zwoer Moto Guzzi de kop/zijklepmotor onmiddellijk af. De Alce V had al een goede basis gelegd voor een nieuwe militaire motorfiets, die nu voorzien werd van de kopklepmotor uit de Moto Guzzi V-serie. Aan het rijwielgedeelte werd niet veel veranderd, maar de verstelbare veervoorspanning, die de GT 17 nog had gehad, werd in ere hersteld. Het systeem werkte nu met een stelwiel aan de rechterkant met twee standen: één of twee personen. In 1952 werd de magneetontsteking met handbediende vervroeger vervangen door een exemplaar met automatische vervroeging en in 1955 werd de dubbele uitlaat vervangen door een enkel exemplaar. De Superalce bleef in productie tot 1957. Er werden olijfgroene versies voor het leger gemaakt, de machines voor de carabinieri (militaire politie) waren iets lichter van kleur, maar waarschijnlijk bestelden sommige politiekorpsen ze ook in rood. Er zijn vrij veel rode Superalces bekend, maar de machine, die in 1949 480.000 lire (monoposto) of 490.000 lire (biposto) kostte, werd nooit aan het publiek verkocht.

## Technische gegevens
| Moto Guzzi             | Alce                                             | Alce V                               | Superalce                                                                         |                   |
| ---------------------- | ------------------------------------------------ | ------------------------------------ | --------------------------------------------------------------------------------- | ----------------- |
| Periode                | 1939-1945                                        | 1940-1945                            | 1946-1957                                                                         |                   |
| Productieaantal        | 6.390                                            | Onbekend                             | Onbekend                                                                          |                   |
| Categorie              | Militaire motorfiets                             | Prototype                            | Militaire motorfiets                                                              |                   |
| Motortype              | Kop/zijklepmotor                                 | Kopklepmotor                         | Kopklepmotor                                                                      |                   |
| Bouwwijze              | dwarsgeplaatste liggende eencilinder             | dwarsgeplaatste liggende eencilinder | dwarsgeplaatste liggende eencilinder                                              |                   |
| Cilinder               | Gietijzer                                        | Gietijzer                            | Gietijzer                                                                         |                   |
| Cilinderkop            | Gietijzer                                        | Gietijzer                            | Gietijzer                                                                         |                   |
| Klepopstelling         | Inlaat 1 zijklep, uitlaat 1 kopklep              | 2 Kopkleppen                         | 2 Kopkleppen                                                                      |                   |
| Klepbediening          | inlaat klepstoter, uitlaat stoterstang/tuimelaar | Stoterstang/tuimelaar                | Stoterstang/tuimelaar                                                             |                   |
| Carburateur            | Dell'Orto MC 26 F                                | Dell'Orto MC 26 F                    | Dell'Orto MD 27 F                                                                 | Dell'Orto MD 27 F |
| Ontsteking             | Marelli magneetontsteking                        | Marelli magneetontsteking            | Marelli magneetontsteking Vanaf 1952: Marelli MCR 4 E met automatische vervroeger |                   |
| boring                 | 88 mm                                            | 88 mm                                | 88 mm                                                                             |                   |
| slag                   | 82 mm                                            | 82 mm                                | 82 mm                                                                             |                   |
| Cilinderinhoud         | 498,4 cc                                         | 498,4 cc                             | 498,4 cc                                                                          |                   |
| Smeersysteem           | Dry-sump                                         | Dry-sump                             | Dry-sump                                                                          |                   |
| Compressieverhouding   | 4,7:1                                            | 5,5:1                                | 5,5:1                                                                             |                   |
| Max. Vermogen          | 13,2 pk bij 4.000 tpm                            | 18,5 pk bij 4.300 tpm                | 18,5 pk bij 4.300 tpm                                                             |                   |
| Topsnelheid            | 90,5 km/h                                        | ca. 110 km/h                         | 110 km/h                                                                          |                   |
| Primaire aandrijving   | tandwielen                                       | tandwielen                           | tandwielen                                                                        |                   |
| Koppeling              | meervoudige natte platenkoppeling                | meervoudige natte platenkoppeling    | meervoudige natte platenkoppeling                                                 |                   |
| Versnellingen          | 4 Handgeschakeld                                 | 4 Voetgeschakeld                     | 4 Voetgeschakeld                                                                  |                   |
| Secundaire aandrijving | ketting                                          | ketting                              | ketting                                                                           |                   |
| frame                  | Dubbel wiegframe                                 | Dubbel wiegframe                     | Dubbel wiegframe                                                                  |                   |
| Wielbasis              | 1455 mm                                          | 1455 mm                              | 1455 mm                                                                           |                   |
| Vering vóór            | Girder met frictiedempers                        | Girder met frictiedempers            | Girder met frictiedempers                                                         |                   |
| Vering achter          | Swingarm met frictiedempers                      | Alce V                               | Superalce                                                                         |                   |
| Wielen                 | 19" x 3.00                                       | 19" x 3.00                           | 19" x 3.00                                                                        |                   |
| Banden                 | 19" x 3.50                                       | 19" x 3.50                           | 19" x 3.50                                                                        |                   |
| Rem(men)               | Simplexrem vóór en achter                        | Simplexrem vóór en achter            | Simplexrem vóór en achter                                                         |                   |
| Gewicht                | 179 kg (monoposto rijklaar)                      | Onbekend                             | 179 kg                                                                            |                   |
| Tankinhoud             | 13,5 Liter                                       | Onbekend                             | 12,5 Liter                                                                        |                   |
| Voorganger             | GT 20                                            | Alce                                 | Alce V                                                                            |                   |
| Opvolger               | Superalce                                        | Superalce                            | Falcone Militare                                                                  |                   |